# Jozef Tiso
Jozef Tiso (Bytča, 13 ottobre 1887 – Bratislava, 18 aprile 1947) è stato un presbitero e politico slovacco.
Sacerdote cattolico fin dal 1910, studiò teologia a Vienna, e nel primo dopoguerra, entrato nel partito populista slovacco, sostenne l'indipendenza della Slovacchia dalla Boemia e dalla Moravia. Divenne deputato della Repubblica cecoslovacca nel 1925, poi nel 1927 membro del Governo di questo Paese come ministro della Salute Pubblica, ma diede le dimissioni nel 1928, passando all'opposizione.
Divenuto capo del partito populista nel 1938, dopo gli accordi di Monaco, nell'ottobre dello stesso anno fu scelto come Capo del Governo autonomo slovacco e successivamente fu dichiarato decaduto da Praga il 10 marzo 1939. Dopo l'invasione nazista e l'annessione della Boemia e Moravia al Terzo Reich, divenne Presidente del Consiglio della Repubblica indipendente slovacca e fece della Slovacchia uno stretto alleato degli Stati dell'Asse. Dopo la seconda guerra mondiale fu condannato e impiccato con l'accusa di alto tradimento.

## Biografia

### Le origini

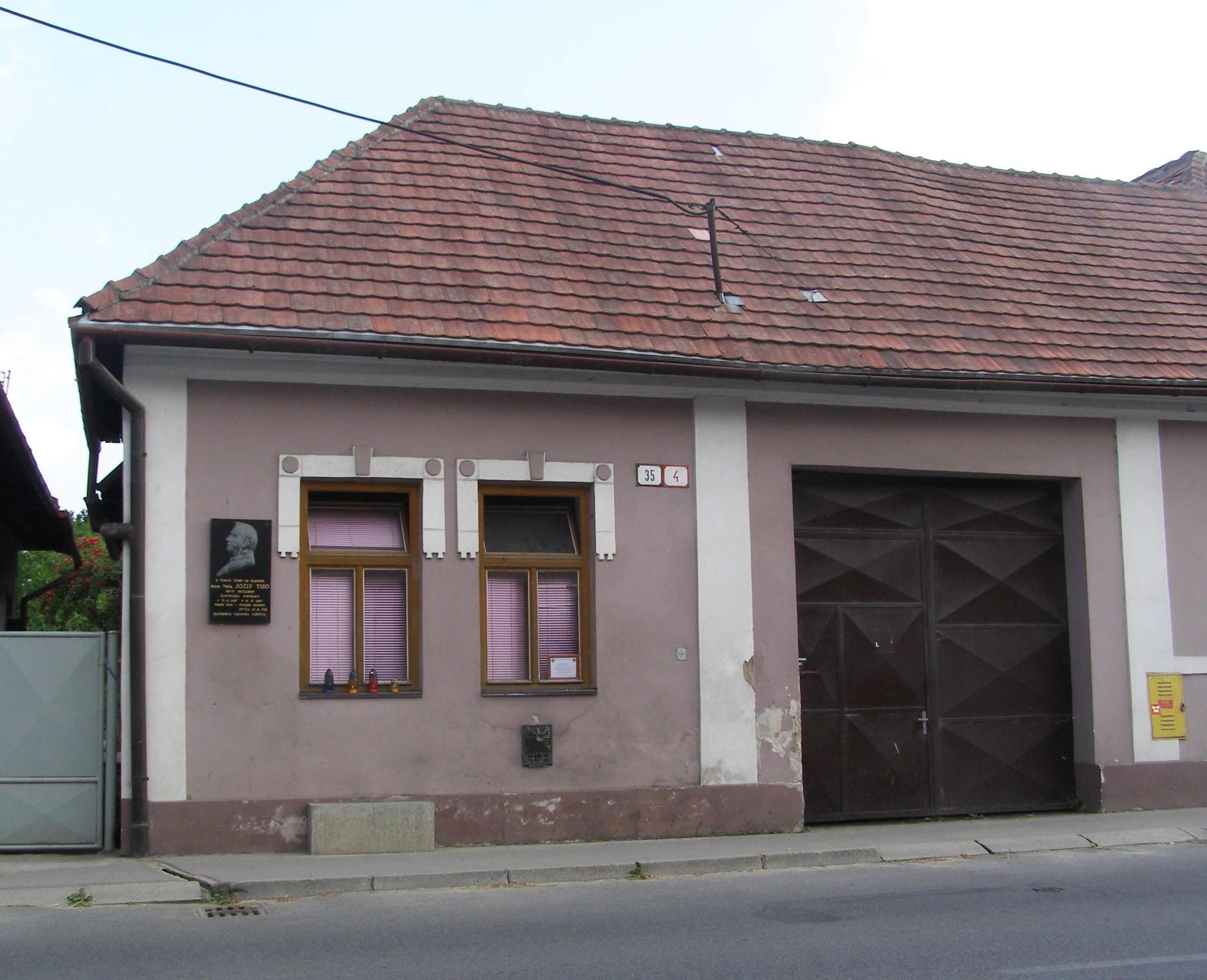
La casa natale di Jozef Tiso.

Jozef Tiso nacque a Bytča e si laureò nel 1910 al "Pasmaneum" di Vienna in Teologia. Consacrato sacerdote fu inviato in diverse città, insegnando lo slovacco, organizzando rappresentazioni teatrali e altre attività culturali. All'inizio della prima guerra mondiale è in attività come cappellano militare. Nel 1915 è nominato direttore del Seminario teologico di Nitra, e nella stessa città, insegnante della scuola superiore dei Padri Scolopi.
Dal 1921 al 1924 è segretario del vescovo e insegnante presso il seminario di Nitra. Nel 1924 diventa parroco della città di Bánovce nad Bebravou, carica che mantenne per l'intero periodo in cui fu attivo politicamente (dal 1924 al 1945).

### L'ascesa politica
Tiso divenne uno dei leader del Partito Popolare Slovacco, formazione di ispirazione cattolica fondata nel 1913, quando la Slovacchia era ancora una provincia dell'Impero Austro-Ungarico.
Dopo la prima guerra mondiale con la costituzione del nuovo Stato cecoslovacco, obiettivo del Partito Popolare Slovacco divenne l'autonomia della Slovacchia, dove tale formazione politica divenne il primo partito a partire dal 1923. Il Partito Popolare Slovacco era una delle due formazioni unicamente slovacche, a differenza di altri gruppi attivi nell’intera Cecoslovacchia o che rappresentavano esclusivamente delle minoranze etniche.
Dal 1925 al 1939 Tiso fu deputato al Parlamento cecoslovacco a Praga, dal 1927 al 1929 fu anche membro del governo quale ministro della salute e dello sport e dal 6 ottobre al 28 novembre 1938 quale ministro per gli affari slovacchi. Dalla morte di Andrej Hlinka nel 1938, Tiso fu de facto il leader del partito, ma ne divenne ufficialmente il capo soltanto il 1º ottobre 1939.

### La nascita della Slovacchia indipendente

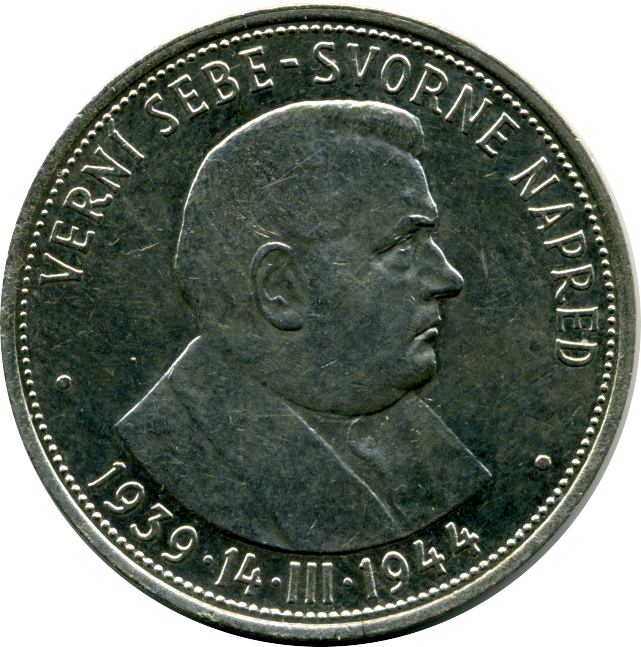
Jozef Tiso in una corona slovacca del 1944

Nell'autunno 1938 la Germania hitleriana compì l'annessione della regione cecoslovacca dei Sudeti, e si addivenne al Patto di Monaco, mentre il Presidente cecoslovacco Edvard Beneš lasciò il paese; gli slovacchi che non avevano mai goduto di autonomia ne approfittarono e dichiararono la propria autonomia dalla Cecoslovacchia. Tiso – quale leader del Partito Popolare Slovacco – divenne Primo ministro del nuovo Stato.
Nel frattempo l'Ungheria, che non aveva mai accettato la separazione della Slovacchia disposta dal Trattato di Versailles approfittò della situazione e persuase l'Italia e la Germania ad accettare che l'Ungheria occupasse nel novembre 1938 un terzo del territorio slovacco con il cosiddetto Primo arbitrato di Vienna.
Alla luce di questi eventi nel novembre 1938 tutti i partiti presenti in Slovacchia, con la sola eccezione dei comunisti, unirono le proprie forze e costituirono un partito unico, il Partito Popolare Slovacco di Hlinka - Partito Slovacco di Unità Nazionale; tale passo pose le basi per il futuro regime autoritario (lo stesso sarebbe tuttavia accaduto due settimane dopo per i partiti cechi). Nel gennaio 1939, in effetti, il governo slovacco vietò tutti i partiti salvo la nuova formazione politica unitaria e due partiti in rappresentanza delle minoranze etniche tedesca e ungherese.
Dal febbraio 1939 i tedeschi – i quali pianificavano di invadere quello che restava della parte ceca del Paese e non erano interessati alla Slovacchia – iniziarono trattative ufficiali per persuadere i politici slovacchi a dichiarare l'indipendenza del loro Paese. Il 9 marzo 1939 le truppe ceche invasero la Slovacchia e Tiso fu esautorato. Il 13 marzo 1939, Hitler convocò Tiso a Berlino e lo invitò a dichiarare immediatamente l'indipendenza della Slovacchia sotto protezione tedesca, in caso contrario avrebbe permesso all'Ungheria e alla Polonia di annettersi quello che rimaneva del Paese. Tiso si mise in contatto con il Presidente ceco Emil Hácha e con il nuovo Primo ministro della Slovacchia, Karol Sidor, con i quali decise di convocare il parlamento perché decidesse. Il 14 marzo 1939 il Parlamento slovacco dichiarò all'unanimità l'indipendenza del Paese e il giorno successivo le truppe tedesche invasero il resto di quello che rimaneva della Cecoslovacchia.
Tiso fu Primo ministro della Slovacchia indipendente dal 14 marzo 1939 fino al 26 ottobre 1939, quando ne divenne Presidente della Repubblica; nel frattempo – fin dal 1º ottobre – era pure presidente del Partito Popolare Slovacco. Dal 1942 assunse il titolo di Vodca, corrispondente al tedesco Führer e all'italiano duce.

### Il ruolo di Tiso nello sterminio degli Ebrei

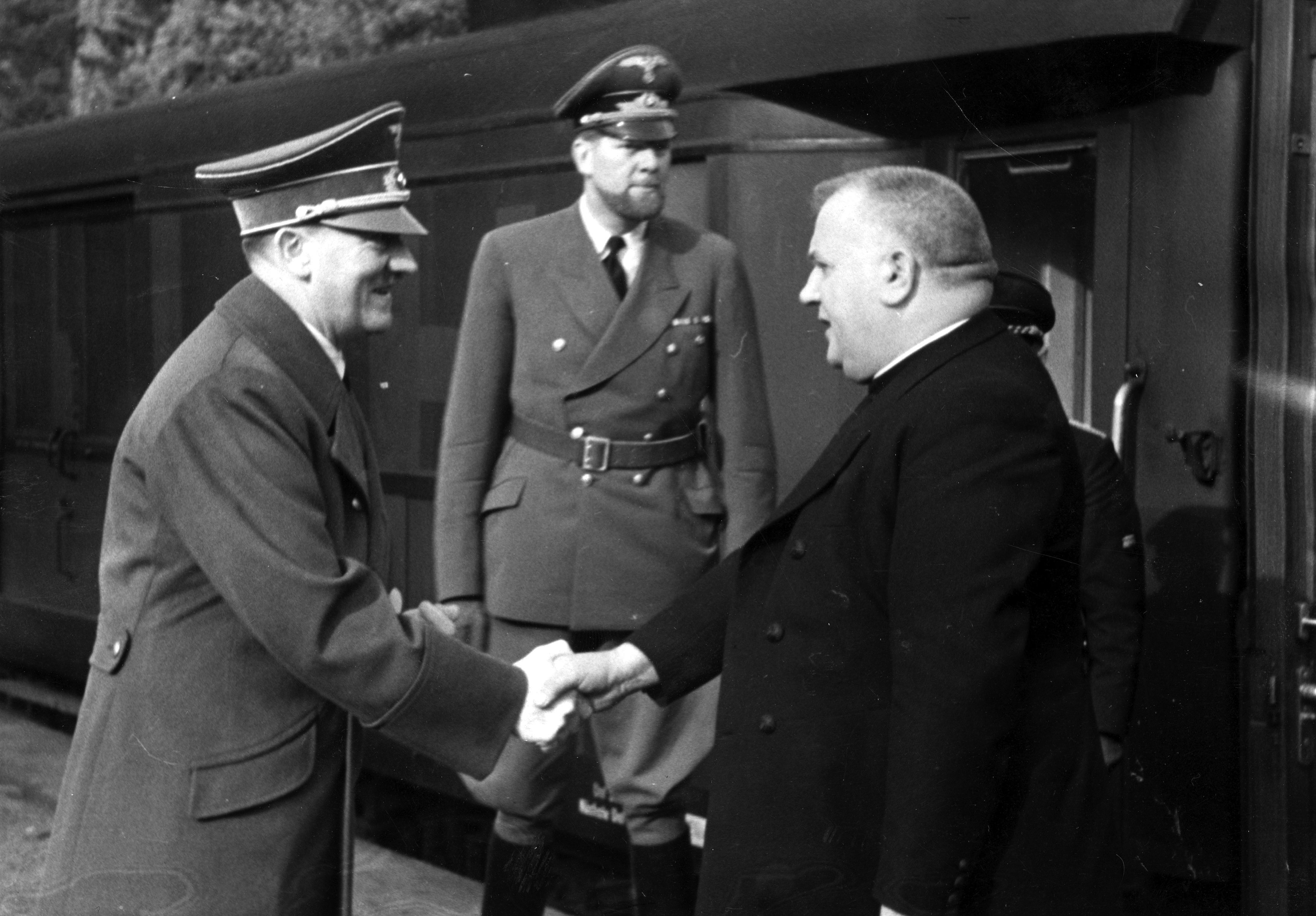
Incontro tra Tiso e Hitler avvenuto a Berlino nell'ottobre 1941

L'indipendenza della Slovacchia era in realtà illusoria nel senso che il paese era in realtà uno Stato vassallo della Germania nazista. Sotto un altro profilo la Slovacchia si era tuttavia resa indipendente da Praga. Il Partito Slovacco del Popolo approvò su richiesta dei nazisti una legislazione antisemita, il cui esempio principale è rappresentato dai 270 articoli del cosiddetto codice ebraico del 9 settembre 1941. In base a tale normativa gli ebrei in Slovacchia non potevano essere proprietari di beni immobili o beni di lusso, erano esclusi dagli incarichi pubblici e dalle libere professioni, non potevano partecipare ad eventi sportivi o culturali, erano pure esclusi dalle scuole secondarie e dalle università e dovevano indossare in pubblico la stella di David.
Tiso – come molti all'epoca – aveva ben precise idee antisemite, come dimostrano alcune delle sue lettere del periodo finale della seconda guerra mondiale e alcune sue dichiarazioni, ma quale sacerdote egli si opponeva alla violenza e sembra quindi si possa almeno escludere che egli accettasse il concetto della "soluzione finale", ossia del genocidio. In ogni caso, la sua posizione e il suo ruolo, come sacerdote cattolico, misero in grande imbarazzo le autorità vaticane.
Al contrario, Hitler si complimentò con la politica ebraica slovacca in occasione di un incontro con Tiso nel castello di Klassheim a Salisburgo il 22 aprile 1943.
Le opinioni sul suo ruolo nelle deportazioni degli Ebrei dalla Slovacchia sono assai divergenti. Tiso non organizzò personalmente tali attività, ma la documentazione relativa all'Olocausto in Slovacchia prova che il Governo slovacco cooperò con i tedeschi ed esso stesso organizzò delle deportazioni. Tiso, come minimo, acconsentì dunque tacitamente, alla politica di sterminio nazista, benché egli avesse garantito circa 2.000 esenzioni dal rispetto del cosiddetto codice ebraico a favore di circa 5.000 persone, facoltà che gli era attribuita a favore degli ebrei battezzati dall'art. 255 del codice stesso.
Le deportazioni di ebrei dalla Slovacchia, che videro come protagonisti soprattutto i miliziani della Guardia di Hlinka, braccio armato del regime di Tiso, iniziarono nel marzo 1942, esse furono tuttavia bloccate nell'ottobre 1942, quando fu chiaro che gli Ebrei nei lager non venivano "soltanto" costretti ai lavori forzati ma brutalmente uccisi, e vi furono proteste pubbliche. La Slovacchia fu così il primo Stato nell'orbita della Germania nazista a fermare le deportazioni, ma – in ogni caso – 58.000 ebrei (il 75% degli ebrei slovacchi) erano stati inviati nei campi di concentramento, la maggior parte a Auschwitz. Ne sarebbero sopravvissuti soltanto 300. Tra l'ottobre 1942 e l'ottobre 1944, la Slovacchia fu persino un luogo dell'ultima speranza per gli ebrei dei paesi vicini.
Le deportazioni ripresero però, con più di 13.500 ebrei deportati e 5.000 incarcerati, quando all'avvicinarsi dell'Armata Rossa e all'insurrezione della popolazione a fine agosto 1944, la Germania occupò militarmente il Paese, che perse la sua indipendenza.

### La sconfitta e la condanna a morte
All'arrivo delle truppe sovietiche Tiso fuggì attraverso l'Austria in Baviera ad Altötting, trovando rifugio all'interno di un monastero. Qui fu catturato dagli alleati che lo riconsegnarono al nuovo Stato cecoslovacco; Tiso fu quindi imprigionato con l'accusa di tradimento e collaborazione con i nazisti. Sebbene il Presidente Edvard Beneš avesse la possibilità di concedere la grazia, egli lasciò che la decisione definitiva fosse presa dal Governo, nel quale i ministri socialisti e comunisti contrari alle misure di clemenza superarono quelli del Partito Democratico e del Partito Popolare Slovacco, rischiando così di creare una spaccatura insanabile tra il governo Ceco e gli Slovacchi a causa della popolarità di Tiso tra questi ultimi. Tiso fu quindi impiccato il 18 aprile 1947; il suo corpo venne sepolto nel cimitero Martinský a Bratislava.
A partire dagli anni Novanta, alcuni ambienti legati al nazionalismo e al cattolicesimo slovacco hanno proposto la riabilitazione della sua figura.